# Dolno Botevo, Haskovo
Dolno Botevo (în bulgară Долно Ботево) este un sat în comuna Stambolovo, regiunea Haskovo,  Bulgaria. 

## Demografie
Componența etnică a satului Dolno Botevo
     Romi (2,53%)
     Turci (73,41%)
     Bulgari (23,41%)
     Nicio identificare (0,63%)
La recensământul din 2011, populația satului Dolno Botevo era de 316 locuitori. Din punct de vedere etnic, majoritatea locuitorilor (73,41%) erau turci, existând și minorități de bulgari (23,41%) și romi (2,53%). Pentru 0,63% din locuitori nu este cunoscută apartenența etnică.